# Corda (motorfiets)
Corda is een Duits merk dat complete zijspancombinaties bouwt. Corda wordt gefinancierd door het Engelse Blackbull Motors Ltd.
Corda-zijspancombinaties worden gebouwd door de Duitse firma CPM Motors. De Corda-zijspancombinaties onderscheiden zich omdat ze volledig gebaseerd zijn op bestaande automodellen. Daarom worden ook auto blokken gebruikt (Volvo en Volkswagen/Audi).
Driewielaandrijving en tweewielbesturing zijn normaal op een Corda.